# Панкасіла
П'ять основних ідеологій, які складають Панкасілу, є п'ятьма принципами Панкасіли. Основна ідеологія викладена у четвертому абзаці преамбули до Конституції 1945 року:
1. Віра в єдиного Бога
2. Справедливе і цивілізоване людство
3. Єдність Індонезії
4. Демократія, керована мудрістю в обговоренні/представництві, також
5. Соціальна справедливість для всіх індонезійців

Незважаючи на зміни у змісті та порядку п'яти принципів Панкасили, які відбулися в декілька етапів під час формулювання Панкасили в 1945 році, 1 червня відзначається разом як день народження Панкасіли.

## Історія створення та народження Панкасіли

Щит геба країни відображає п'ять символів Панкалсіли.

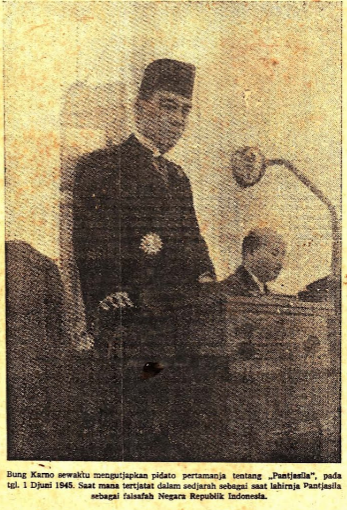
Перший виступ Ір. Сукарно щодо Панкасіла 1 червня 1945 року

1 березня 1945 року було сформовано Слідчу комісію з підготовки незалежності, яку очолив доктор Кандженг Раден Туменгунг (K.R.T.) Раджіман Ведьодінґрат. У своїй вступній промові д-р Раджіман запитав членів сесії, якою буде основа індонезійської держави, яку слід формувати.
Намагаючись сформулювати Панкасілу як офіційну державну основу, в Індонезійській комісії з розслідування підготовки незалежності були висунуті особисті пропозиції. Мохаммад Ямін сформулював П'ять принципів під час своєї промови 29 травня 1945 року. До них належали: національність, людяність, божественність, популізм і добробут народу. Він сказав, що п'ять сформульованих заповідей ґрунтуються на історії, цивілізації, релігії та конституційному житті, які довго розвивалися в Індонезії. Однак Мохаммад Хатта у своїх мемуарах ставив під сумнів промову Яміна.
1 червня 1945 року у спонтанній промові була висунута панкасіла Сукарно. Промова стала відомою як «Народження Панкасіли». Сукарно висунув основні ідеї своєї країни, яку він назвав «Панкасіла». Ці ідеї включають: індонезійську державність або націоналізм, гуманність або інтернаціоналізм, консенсус або демократію, соціальне забезпечення та культурну божественність. Назва «Панкасіла» була вимовлена Сукарно у його промові 1 червня, він сказав:
Зараз є багато принципів: національність, інтернаціоналізм, консенсус, добробут і божественність, всього п'ять. Це не називається Панка Дхарма, але я називаю це так, як сказав нам наш друг-лінгвіст - це називається Панкасіла. Сіла означає принцип або основа, і саме на цих п'яти основах ми заснували державу Індонезію, вічну і непорушну.
Перед завершенням першої сесії був сформований невеликий комітет, щоб переформулювати Панкасілу як основу держави на основі промови Сукарно 1 червня 1945 року, і зробити цей документ текстом для проголошення незалежної Індонезії. З цього невеликого комітету було обрано дев'ять осіб, відомих як Комітет дев'яти, для виконання цього завдання. Їхній план був затверджений 22 червня 1945 року, який пізніше отримав назву Джакартська гартія.
Після того, як Панкасіла була офіційно затверджена як основа держави, це було відображено у кількох документах:
- Перше формулювання: Джакартська гартія — від 22 червня 1945 р.
- Друге формулювання: Преамбула до Конституції 1945 р. — від 18 серпня 1945 р.
- Третє формулювання: Преамбула до Конституції Сполучених Штатів Індонезії — 27 грудня 1949 р.
- Четверте формулювання: Преамбула до Тимчасової конституції — від 15 серпня 1950 р.
- П'ята формула: Перша формула оживляє Другу формулу і є невід'ємною частиною Конституції (посилається на Указ Президента від 5 липня 1959 р.)

1 червня 2016 року президент Джоко Відодо підписав президентський указ (Keppres) № 24 від 2016 року про народження Панкасіли та оголосив його національним святом, яке набуло чинності з 2017 року.

## Обґрунтування
До першої половини ХХ століття деякі ідеології, які були встановлені або потрапили до Голландської Ост-Індії, включали імперіалізм та його антитезу, антиколоніальний націоналізм, традиційне яванське державництво, ісламізм, демократія, соціалізм і комунізм. Прихильники цих ідеологій створили політичні організації чи партії, щоб просувати свої відповідні справи. Ісламістська партія Сарекат Іслам була створена 1905 року, а потім 1943 року - Машумі. Комуністична партія була створена 1914 року, тоді як націоналістична Індонезійська національна партія Сукарно була створена 1927 року. Віддавання переваги одній ідеології над іншою не задовольнило б весь спектр індонезійців, тому було вирішено, що нова республіка має синтезувати нову ідеологію, що походить від корінних індонезійських цінностей, а також загальні спільні цінності, що походять від різних ідеологій.
30 вересня 1960 року, виступаючи на 15-й Генеральній Асамблеї Організації Об’єднаних Націй, Сукарно підтвердив, що перша сила Панкасіли не має на меті переслідування тих, хто не має релігії або є атеїстами. Він сказав, що тому, що навіть ті, хто не вірить в Бога, мають характерну індонезійську терпимість; вони приймають «віру в єдиного Бога» в першій силі як характеристику нації.
На Панкасілу вплинули певні аспекти вибраних світових цінностей та ідеологій, таких як націоналізм, гуманізм, права особистості, свобода віросповідання, демократія, соціалізм. Необхідність об’єднати цю різноманітну країну також призвела до формулювання національного девізу Bhinneka Tunggal Ika, що можна перекласти як єдність у різноманітності. У ньому проголошується, що, незважаючи на етнічну та культурну різноманітність, індонезійський народ єдиний.

## День святкування Панкасіли
30 вересня 1965 року відбулася подія під назвою Рух 30 вересня. Сам цей інцидент досі обговорюється в наукових колах щодо того, хто був ініціатором і які мотиви стояли за цим. Однак військова влада та найбільші релігійні групи того часу поширили новини про те, що цей інцидент був спробою Комуністичної партії Індонезії змінити елементи Панкасіли на комуністичну ідеологію. Це стало підставою розпустити Комуністичну партію Індонезії та виправдати різанину 1965—1966 років у Індонезії.
Того дня шість генералів, один капітан і кілька інших були вбиті приватними особами в результаті того, що уряд назвав спробою державного перевороту. Заворушення, спричинені Рухом 30 вересня, були врешті-решт придушені індонезійською військовою владою. Уряд «Нового порядку» оголосив 30 вересня Днем пам'яті Руху 30 вересня, а 1 жовтня — Чудодійним днем Панкасіли.

## Функція і положення Панкасіли
Нижче наведено кілька функцій і положень Панкасіли в унітарній державі Республіка Індонезія.
1. Панкасіла як душа індонезійської нації: як цінності життя в індонезійському суспільстві через інструментальну розробку як еталон для життя, яке є ідеалом, якого потрібно досягти, і відповідно до дихання душі індонезійської нації та тому, що Панкасіла народився разом із народженням індонезійської нації.
2. Панкасіла як відображення національного характеру Індонезії: це форма показу особистості індонезійської нації, яку можна відрізнити від інших націй, а саме ментальне ставлення, поведінку та вчинки індонезійської нації.
3. Панкасіла як спосіб життя індонезійського народу: це кристалізація життєвого досвіду в історії індонезійського народу, який сформував ставлення, характер, поведінку, цінності, норми та етику, які породили спосіб життя.
4. Панкасіла як основа індонезійської держави: регулятор порядку життя індонезійської нації та індонезійської держави, що регулює всі впровадження конституційної системи Індонезії відповідно до Панкасіли.
5. Панкасіла як джерело всіх джерел права для Республіки Індонезія:[13] оскільки всі джерела права в країні Індонезія, оскільки все життя в індонезійській державі базується на Панкасілі, воно також має базуватися на законі. Усі акти влади в суспільстві мають ґрунтуватися на законі.
6. Панкасіла як благородна угода індонезійського народу при створенні держави: тому що під час створення держави Панкасіла була благородною угодою, погодженою батьками-засновниками держави, яка має бути реалізована, підтримувана та збережена.
7. Панкасіла як ідеали та цілі індонезійської нації : оскільки в Панкасілі він містить ідеали та цілі індонезійської держави, а саме робить Панкасіла еталоном або основою для об'єднання нації.

## Деталі практики Панкасіли

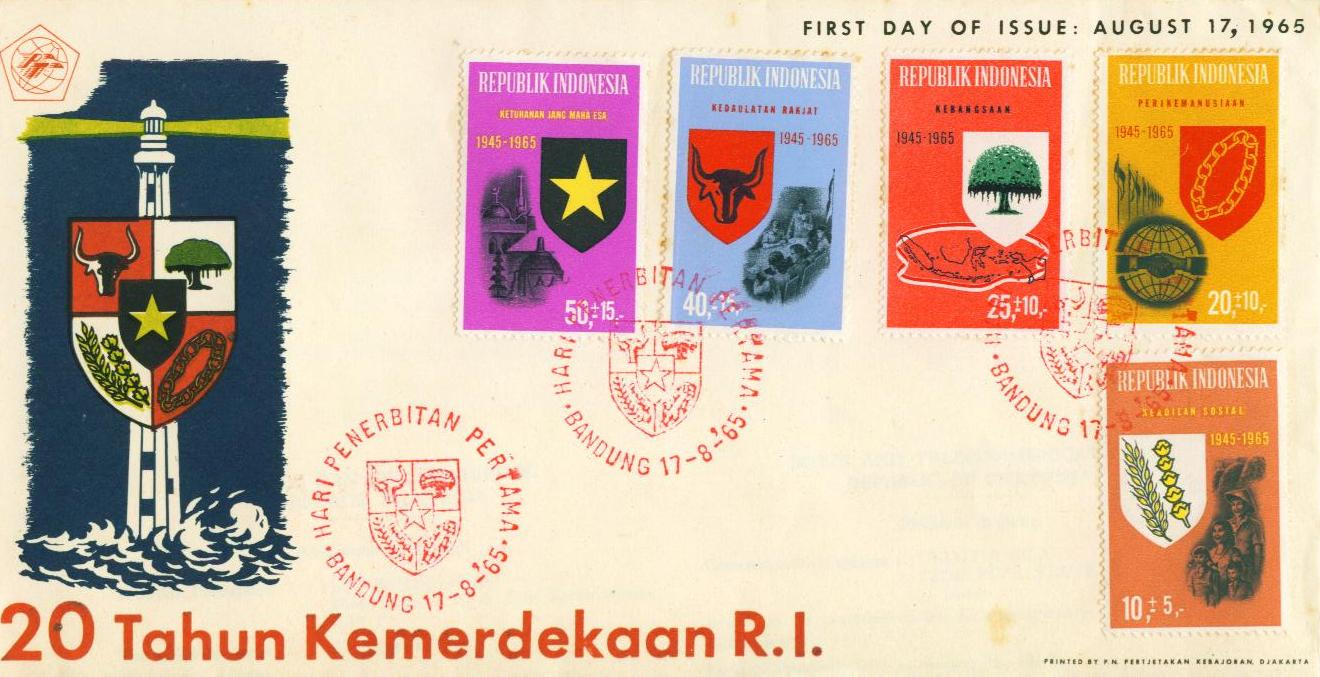
П'ять символів Pancasila на індонезійських марках (1965)

### На підставі Указу Народного консультативного конгресу (MPR) № II/MPR/1978
1. Віра в єдиного Бога
1. Віра та відданість Всемогутньому Богові відповідають кожній релігії та переконанням відповідно до основи справедливого та цивілізованого людства.
2. Шанобливо ставтеся та співпрацюйте з прихильниками релігій та прихильниками різних вірувань, щоб підтримувати гармонію в житті.
3. Поважати свободу один одного сповідувати культ згідно зі своїми релігіями та переконаннями.
4. Не нав'язуйте релігію чи переконання іншим людям.

2. Справедливе і цивілізоване людство
1. Визнавати рівний ступінь рівності прав і рівність обов'язків між співлюдями.
2. Любіть один одного, як люди.
3. Розвивати толерантне ставлення.
4. Не будь жорстоким до інших людей.
5. Відстоювання людських цінностей.
6. Займайтеся гуманітарною діяльністю.
7. Сміливо відстоюйте правду і справедливість.
8. Розвивайте ставлення поваги та співпраці з іншими націями, тому що індонезійський народ є частиною всього людства.

3. Єдність Індонезії
1. Ставлення єдності, єдності, інтересів і безпеки нації та держави вище особистих чи групових інтересів.
2. Готовий до самопожертви заради інтересів нації та держави.
3. Любити батьківщину і націю.
4. Пишаюся тим, що я індонезієць і маю індонезійське коріння.
5. Сприяння суспільним відносинам заради єдності та єдності нації з Бхіннека Тунггал Іка.

4. Демократія, керована мудрістю в обговоренні та представництві
1. Першочергове значення інтересів держави та суспільства.
2. Не нав'язуйте свою волю іншим.
3. При прийнятті рішень для загального блага надайте пріоритет обдуманості.
4. Включає сімейний дух для досягнення консенсусу під час обговорення.
5. Приймати та втілювати в життя результати обговорень сумлінно та акуратно.
6. Проводьте обговорення зі здоровим глуздом і згідно з благородною совістю.
7. Прийняті рішення мають бути морально відповідальними перед Всемогутнім Богом, захищати людську честь і гідність, а також цінності правди та справедливості.

5. Соціальна справедливість для всіх індонезійців
1. Розвиток благородних дій, які відображають ставлення та атмосферу родини та взаємної співпраці.
2. Будь справедливим.
3. Зберігайте баланс між правами та обов'язками.
4. Поважайте права інших.
5. Любіть допомагати іншим людям.
6. Уникайте шантажу по відношенню до інших.
7. Не марнотратний.
8. Не ведіть розкішний і екстравагантний спосіб життя.
9. Не вчиняйте дій, що завдають шкоди суспільним інтересам.
10. Любить багато працювати.
11. Цінуйте і цінуйте працю інших.
12. Разом ми прагнемо досягти прогресу, який є справедливим і соціально справедливим.

### На підставі постанови МПР № I/MPR/2003
Перша настанова

Зірка

1. Народ Індонезії висловлює свою віру та відданість Всемогутньому Богу.
2. Вірте та будьте відданими Всемогутньому Богу відповідно до своїх відповідних релігій та вірувань відповідно до засад справедливого та цивілізованого людства.
3. Поважайте та співпрацюйте з послідовниками інших релігій, які вірять у Всемогутнього Бога.
4. Сприяйте гармонії в житті між релігійними громадами до Всемогутнього Бога.
5. Релігія та віра у Всемогутнього Бога — це питання, які стосуються відносин між людиною та Всемогутнім Богом.
6. Розвивайте ставлення взаємної поваги до свободи відправлення релігійних обрядів відповідно до своїх відповідних релігій і переконань.
7. Не нав'язуйте іншим людям релігію та віру у Всемогутнього Бога.

Друга настанова

Ланцюг

1. Визнавайте людей і ставтеся до них відповідно до їх гідності та достоїнства як створінь Всемогутнього Бога.
2. Визнавайте рівність, обов'язки і права кожної людини без дискримінації за етнічною приналежністю, походженням, релігією, вірою, статтю, соціальним статусом, кольором шкіри тощо.
3. Розвивайте ставлення взаємної любові до ближніх.
4. Виховуйте ставлення до взаємної толерантності та толерантності.
5. Не будьте жорстокими до інших людей.
6. Відстоюйте людські цінності.
7. Захоплюйтеся гуманітарною діяльністю.
8. Сміливо відстоюйте правду і справедливість.
9. Народ Індонезії відчуває себе частиною всього людства.
10. Розвивайте шанобливе ставлення поваги та співпраці з іншими націями.

Третя настанова

Баньян

1. Ставте єдність, а також інтереси та безпеку нації та держави як спільний інтерес вище особистих і групових інтересів.
2. Будьте здатні при необхідності піти на жертви заради інтересів держави і нації.
3. Розвивайте почуття любові до Батьківщини, народу.
4. Розвивайте почуття національної гордості та індонезійської батьківщини.
5. Підтримуйте світовий порядок, заснований на свободі, вічному мирі та соціальній справедливості.
6. Розвивайте індонезійську єдність на основі Bhinneka Tunggal Ika
7. Сприяйте суспільним відносинам заради національної єдності та цілісності.

Четверта настанова

Бичача голова

1. Як громадяни та громадяни Індонезії, кожна людина має однаковий статус, права та обов'язки.
2. Ви не можете нав'язати свою волю іншим людям.
3. При прийнятті рішень для загального блага надайте пріоритет обдуманості.
4. Проводьте обговорення в сімейному дусі.
5. Поважайте та підтримуйте кожне рішення, прийняті в результаті обговорення.
6. Добросовісно та з почуттям відповідальності приймайте та виконуйте результати обговорення.
7. Під час обговорень ставте пріоритет спільним інтересам над особистими та груповими.
8. Обговорення ведіть за здоровим глуздом і згідно з благородною совістю.
9. Прийняті рішення можуть нести моральну відповідальність перед Всемогутнім Богом, підтримуючи людську честь і гідність, цінності правди та справедливості, ставлячи на перше місце єдність і цілісність для загального блага.
10. Довіряйте представникам, яким можна довіряти проведення обговорень.

П'ята настанова

Рис і бавовна

1. Розвивайте благородне ставлення до дій, яке відображає ставлення та атмосферу родини та взаємної співпраці.
2. Виховуйте справедливе ставлення до інших.
3. Зберігайте баланс між правами та обов'язками.
4. Поважайте права інших людей.
5. Любіть допомагати іншим, щоб вони могли встояти самостійно.
6. Не використовуйте права власності для бізнесу, який передбачає вимагання інших людей.
7. Не використовуйте права власності на речі, які є екстравагантними, ведіть розкішний спосіб життя та потурайте екстравагантності.
8. Не використовуйте права власності для конфлікту чи шкоди суспільним інтересам і сторонам.
9. Любіть багато працювати.
10. Цінуйте чужу працю, яка є корисною для спільного прогресу та процвітання.
11. Присвячуйте зусилля діяльності, спрямованій на досягнення рівноправного розвитку та соціальної справедливості.

## Інтерпретація
Командир[хто?] Кодам І/Букіт Барісан описує Панкасілу як форму релігійного соціалізму.

## Критика
Міжнародний гуманіст розкритикував першу заповідь за відсутність визначення права на атеїзм.
Критика Панкасіли заборонена Кримінальним кодексом, оскільки Панкасіла міститься в державному символі Індонезії. Відповідно до Закону № 24 статті 68 2009 року яка ображає Панкасілу, може бути піддано максимальній санкції у вигляді 5 років ув'язнення або максимальному штрафу в розмірі 500 мільйонів рупій.

## Психологія Панкасіли
Ставлення та поведінка Панкасіли очікувані від усіх громадян Індонезії. Психологія як наука про психологію та поведінку відіграє певну роль у поясненні та передбаченні установок і поведінки за допомогою емпіричних досліджень. В Індонезії було проведено низку досліджень психології Панкасіли. Найперші дослідження психометричних тестів одночасної валідності Панкасіли показали, що поведінкові вимірювання для першого-п'ятого принципів Панкасіли відповідають відповідно вимірюванням (1) ставлення до Бога, (2) ідентифікації з людством, (3) патріотизму, (4) підтримка демократичних принципів і (5) гуманізм. Вимірювання цілісності Панкасіла також відповідає чеснотам характеру у формі трансцендентності, людяності, мужності, самовладання та справедливості. Результати психологічних досліджень також показують, що релігійна ідентичність не применшує, а посилює ідентичність Панкасіла індонезійських підлітків.